# Piper sciaphilum
Piper sciaphilum är en pepparväxtart som beskrevs av C. Dc.. Piper sciaphilum ingår i släktet Piper och familjen pepparväxter. Inga underarter finns listade i Catalogue of Life.